# Pelagodroma marina

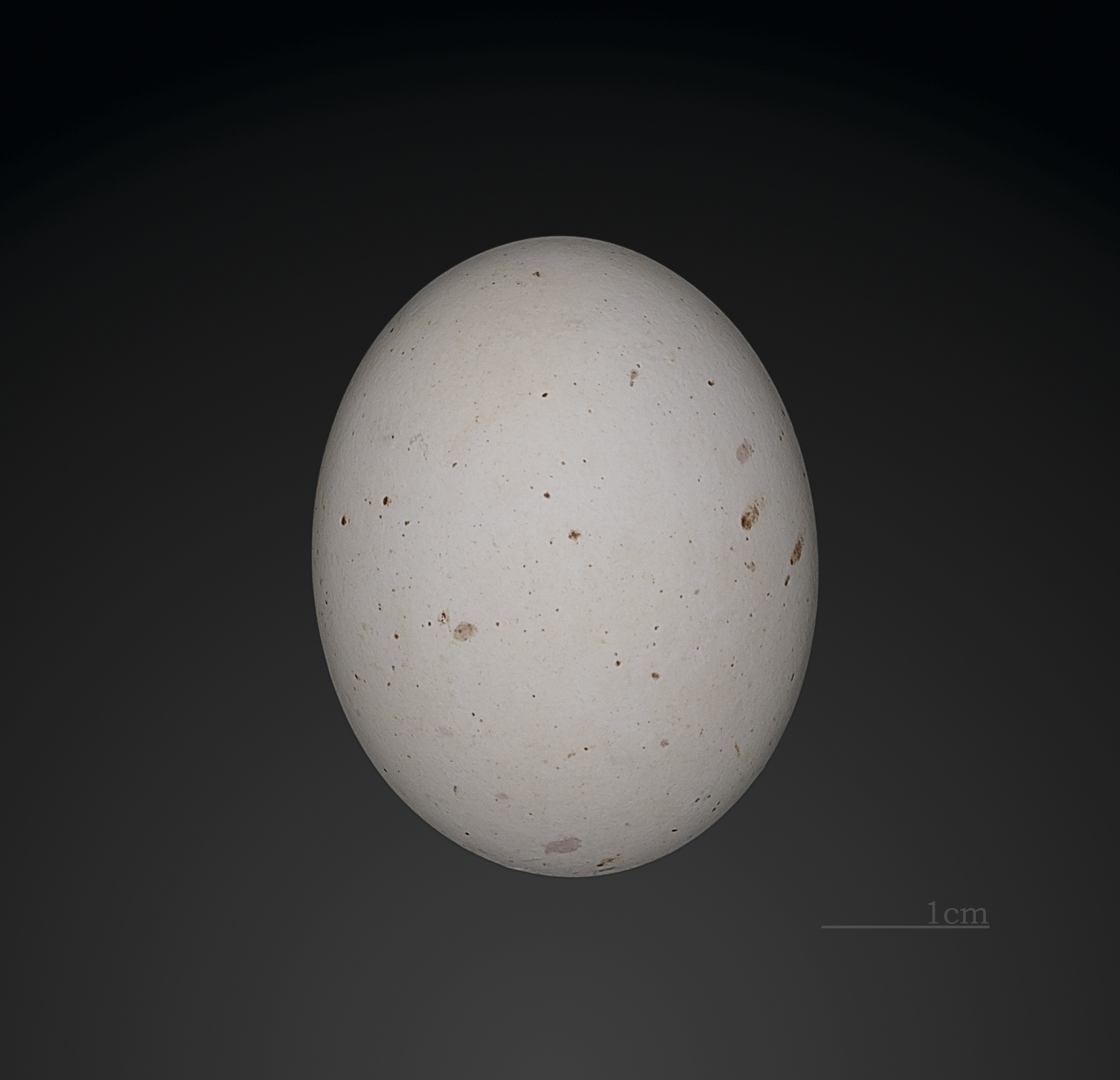
Huevo de Pelagodroma marina

El paíño pechialbo o paíño de pecho blanco (Pelagodroma marina) es una especie de ave marina, perteneciente a la familia Oceanitidae o paíños australes y la única del género Pelagodroma. Se la menciona en el catálogo de especies amenazadas del Ministerio de Medio Ambiente español.
El paíño pechialbo habita en las regiones remotas en el Atlántico sur, como Tristán de Acuña, Australia y Nueva Zelanda, así como en el Atlántico norte, en las islas de Cabo Verde, islas Canarias (subespecie P. m. hypoleuca (Webb, Berthelot & Moquin-Tandon), 1842) - solamente en la isla de Montaña Clara, Lanzarote- e islas Salvajes. 
Anida en colonias cerca del mar, en grietas de las rocas y huras excavadas en la arena, poniendo un único huevo blanco. Pasa el resto del año en el mar.
El paíño pechialbo es estrictamente nocturno en los lugares de reproducción, para evitar la depredación por gaviotas y págalos. Como la mayoría de los paíños, su capacidad de caminar se limita a un corto paseo al nido.

## Descripción
Se trata de un ave pequeña, de entre unos 19 a 21 centímetros de longitud y con una envergadura de unos 41 a 44 centímetros.
Su plumaje hace que sea fácilmente distinguible de otros paíños, ya que este está caracterizado por poseer el pecho y el rostro de color blanco, con una máscara negra alrededor de los ojos. 

## Subespecies

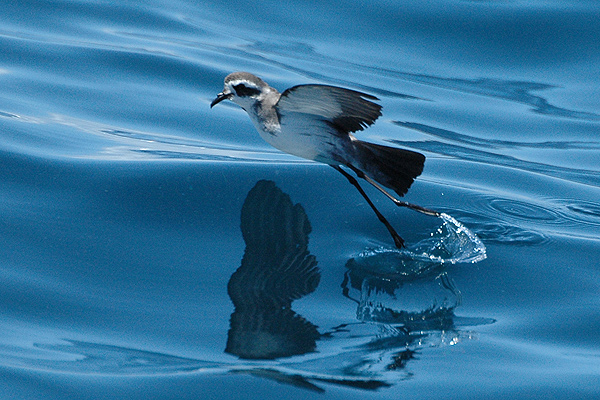
Paíño pechialbo en vuelo

Seis son las subespecies reconocidas del paíño pechialbo:
- Pelagodroma marina marina; anida en Tristán de Acuña y en la isla de Gough.
- Pelagodroma marina hypoleuca; anida en la isla Savage.
- Pelagodroma marina eadesi; anida en la isla de Cabo Verde e islas Canarias.
- Pelagodroma marina dulciae; anida en las islas próximas al occidente y sur de Australia.
- Pelagodroma marina maoriana; anida en las islas próximas a Nueva Zelanda.
- Pelagodroma marina albiclunis; anida en la isla Kermadec.